# Радбод
Радбод (д/н — 719) — король фризів у 680—719 роках.

## Життєпис
Був сином короля Альдгісла. Після смерті останнього у 679 або 680 році успадкував владу. В цей час тривав конфлікт з франкським королівством Нейстрія. Але невдовзі війна припинилася через протистояння Емброїна, мажордома Нейстрії з королівством Австразія. Завдяки цьому Радбод отримав тривалий мир, яким скористався задля зміцнення свого королівства. Водночас відступив від християнства, якому надавав підтримку його батько. Переніс столицю до Утрехта.

Королівство фризів часів Радбода

У 687 році Піпін Герістальський став мажордомом усім франкським королівством. Внаслідок цього небезпека з боку франків для Фризії поновилася. У 688 році військові дії поновилися. У вирішальній битві біля Дорестада (колишньої столиці фризів), що сталася за різними свідченнями 689, 690 або 691 року Радбод зазнав важкої поразки. У 690 або 691 році було втрачено Утрехт. В результаті також було втрачено гирло Рейну, землі біля Звіна, Утрехт, Дорестад і Фехтен. Вважається, що влада франків в цей час простягалося з півдня Ауде-Рейну до узбережжя, але ці дані можуть бути неточними, тому що вплив фризів в центральних річкових областях не зник повністю. Радбод відступив до власне Фризландії (за іншими відомостями на острів Гельголанд). В цей час в землі фризів висадився місіонер Вілліброрд.
У 697 році зумів відновити владу над північними областями королівства, але змушений був визнати зверхність Франкського королівства та погодитися на християнізацію. 711 року видав свою доньку Теодезінду за Грімоальда, сина піпіна Геристальського. Після смерті останнього у 714 році розпочав політику, спрямовану на відновлення незалежності і колишніх меж Фризії. Було укладено союз з Рагенфредом, мажордомом королівства Нейстрія.
У 715 році Радбод виступив на допомогу повсталому Рагенфреду. Протягом 715 і 716 років фризи та нейстрійці завдали поразки австразійському війську у битвах при Комп'єні (перемоги Нейстрії) та Кельні (перемога Радбода) відповідно. В результаті вдалося відвоювати Дорестад, Утрехт і Маастрихт. За цим звів нанівець усю місіонерську діяльність Вілліброрда, переслідуючи християн та руйнуючи церкви.
Але 716 року у битві на Амблеві зазнав поразки від мажордома Карла Мартела. Незабаром Радбод зазнав нової поразки від франків. Помер восени 719 року під час підготовки війська до нової війни з франками. За різними свідченнями поховано в Дунумі, Бейнумерфеані або на острові Гельголанд чи Бант (один зі Східнофризьких островів). Владу успадкували його сини Поппо і Альдгісл II.

## В культурі
Є головним героєм численним легенд у Фрисландії. Він став одним з персонажів історичного роману «Острів священних лебедів» німецької письменниці Брітти Ферхаген, який присвячено християнізації Фризії (роман був перекладений російською мовою і викладений в мережі Інтернет.) 2018 року знято фільм «Радбод» нідерландським режисером Роелем Рейне.